# 小行星列表/265101-265200
| 名稱         | 臨時編號   | 發現日期       | 發現地點   | 發現者                         |
| ------------ | ---------- | -------------- | ---------- | ------------------------------ |
| 小行星265101 | 2003 SF319 | 2003年9月20日  | 基特峰     | 太空监视                       |
| 小行星265102 | 2003 SK319 | 2003年9月21日  | 基特峰     | 太空监视                       |
| 小行星265103 | 2003 SA320 | 2003年9月16日  | 基特峰     | 太空监视                       |
| 小行星265104 | 2003 SJ320 | 2003年9月17日  | 基特峰     | 太空监视                       |
| 小行星265105 | 2003 ST320 | 2003年9月18日  | 基特峰     | 太空监视                       |
| 小行星265106 | 2003 SE321 | 2003年9月19日  | 基特峰     | 太空监视                       |
| 小行星265107 | 2003 SO331 | 2003年9月27日  | 基特峰     | 太空监视                       |
| 小行星265108 | 2003 SR395 | 2003年9月26日  | 阿帕契點   | 史隆數位巡天                   |
| 小行星265109 | 2003 SF429 | 2003年9月20日  | 帕洛马山   | 近地小行星追踪                 |
| 小行星265110 | 2003 ST430 | 2003年9月30日  | 基特峰     | 太空监视                       |
| 小行星265111 | 2003 TA19  | 2003年10月15日 | 安德森台地 | 洛厄尔天文台近地小行星搜寻计划 |
| 小行星265112 | 2003 TU37  | 2003年10月2日  | 基特峰     | 太空监视                       |
| 小行星265113 | 2003 TS38  | 2003年10月2日  | 基特峰     | 太空监视                       |
| 小行星265114 | 2003 TY46  | 2003年10月3日  | 基特峰     | 太空监视                       |
| 小行星265115 | 2003 TF47  | 2003年10月3日  | 基特峰     | 太空监视                       |
| 小行星265116 | 2003 TB59  | 2003年10月3日  | 基特峰     | 太空监视                       |
| 小行星265117 | 2003 UQ26  | 2003年10月25日 | 图森       | R. A. Tucker                   |
| 小行星265118 | 2003 UF61  | 2003年10月16日 | 帕洛马山   | 近地小行星追踪                 |
| 小行星265119 | 2003 UB65  | 2003年10月16日 | 安德森台地 | 洛厄尔天文台近地小行星搜寻计划 |
| 小行星265120 | 2003 UL65  | 2003年10月16日 | 帕洛马山   | 近地小行星追踪                 |
| 小行星265121 | 2003 UF77  | 2003年10月17日 | 基特峰     | 太空监视                       |
| 小行星265122 | 2003 UD94  | 2003年10月18日 | 基特峰     | 太空监视                       |
| 小行星265123 | 2003 UP129 | 2003年10月18日 | 帕洛马山   | 近地小行星追踪                 |
| 小行星265124 | 2003 UV131 | 2003年10月19日 | 帕洛马山   | 近地小行星追踪                 |
| 小行星265125 | 2003 UT134 | 2003年10月20日 | 帕洛马山   | 近地小行星追踪                 |
| 小行星265126 | 2003 UF139 | 2003年10月16日 | 帕洛马山   | 近地小行星追踪                 |
| 小行星265127 | 2003 UH139 | 2003年10月16日 | 帕洛马山   | 近地小行星追踪                 |
| 小行星265128 | 2003 UG140 | 2003年10月16日 | 安德森台地 | 洛厄尔天文台近地小行星搜寻计划 |
| 小行星265129 | 2003 UV146 | 2003年10月18日 | 安德森台地 | 洛厄尔天文台近地小行星搜寻计划 |
| 小行星265130 | 2003 UZ149 | 2003年10月20日 | 索科罗     | 林肯近地小行星研究小组         |
| 小行星265131 | 2003 UW175 | 2003年10月21日 | 帕洛马山   | 近地小行星追踪                 |
| 小行星265132 | 2003 UK183 | 2003年10月21日 | 帕洛马山   | 近地小行星追踪                 |
| 小行星265133 | 2003 UJ205 | 2003年10月22日 | 帕洛马山   | 近地小行星追踪                 |
| 小行星265134 | 2003 UY205 | 2003年10月22日 | 索科罗     | 林肯近地小行星研究小组         |
| 小行星265135 | 2003 UZ212 | 2003年10月23日 | 基特峰     | 太空监视                       |
| 小行星265136 | 2003 UJ216 | 2003年10月21日 | 索科罗     | 林肯近地小行星研究小组         |
| 小行星265137 | 2003 UU225 | 2003年10月22日 | 基特峰     | 太空监视                       |
| 小行星265138 | 2003 UV264 | 2003年10月27日 | 索科罗     | 林肯近地小行星研究小组         |
| 小行星265139 | 2003 UV283 | 2003年10月30日 | 索科罗     | 林肯近地小行星研究小组         |
| 小行星265140 | 2003 UH298 | 2003年10月16日 | 基特峰     | 太空监视                       |
| 小行星265141 | 2003 UX303 | 2003年10月17日 | 基特峰     | 太空监视                       |
| 小行星265142 | 2003 UP309 | 2003年10月20日 | 帕洛马山   | 近地小行星追踪                 |
| 小行星265143 | 2003 UY309 | 2003年10月20日 | 帕洛马山   | 近地小行星追踪                 |
| 小行星265144 | 2003 UY315 | 2003年10月21日 | 基特峰     | 太空监视                       |
| 小行星265145 | 2003 UA339 | 2003年10月18日 | 基特峰     | 太空监视                       |
| 小行星265146 | 2003 UY373 | 2003年10月22日 | 阿帕契點   | 史隆數位巡天                   |
| 小行星265147 | 2003 VA2   | 2003年11月3日  | 索科罗     | 林肯近地小行星研究小组         |
| 小行星265148 | 2003 VD8   | 2003年11月14日 | 帕洛马山   | 近地小行星追踪                 |
| 小行星265149 | 2003 WC12  | 2003年11月18日 | 帕洛马山   | 近地小行星追踪                 |
| 小行星265150 | 2003 WM24  | 2003年11月19日 | 基特峰     | 太空监视                       |
| 小行星265151 | 2003 WB32  | 2003年11月18日 | 帕洛马山   | 近地小行星追踪                 |
| 小行星265152 | 2003 WH34  | 2003年11月19日 | 基特峰     | 太空监视                       |
| 小行星265153 | 2003 WC37  | 2003年11月19日 | 索科罗     | 林肯近地小行星研究小组         |
| 小行星265154 | 2003 WL43  | 2003年11月18日 | 帕洛马山   | 近地小行星追踪                 |
| 小行星265155 | 2003 WD46  | 2003年11月20日 | 索科罗     | 林肯近地小行星研究小组         |
| 小行星265156 | 2003 WO51  | 2003年11月19日 | 帕洛马山   | 近地小行星追踪                 |
| 小行星265157 | 2003 WJ60  | 2003年11月18日 | 帕洛马山   | 近地小行星追踪                 |
| 小行星265158 | 2003 WD64  | 2003年11月19日 | 基特峰     | 太空监视                       |
| 小行星265159 | 2003 WN66  | 2003年11月19日 | 基特峰     | 太空监视                       |
| 小行星265160 | 2003 WA76  | 2003年11月19日 | 索科罗     | 林肯近地小行星研究小组         |
| 小行星265161 | 2003 WW81  | 2003年11月19日 | 索科罗     | 林肯近地小行星研究小组         |
| 小行星265162 | 2003 WW82  | 2003年11月20日 | 帕洛马山   | 近地小行星追踪                 |
| 小行星265163 | 2003 WX89  | 2003年11月16日 | 基特峰     | 太空监视                       |
| 小行星265164 | 2003 WD134 | 2003年11月21日 | 索科罗     | 林肯近地小行星研究小组         |
| 小行星265165 | 2003 WM138 | 2003年11月21日 | 索科罗     | 林肯近地小行星研究小组         |
| 小行星265166 | 2003 WJ140 | 2003年11月21日 | 索科罗     | 林肯近地小行星研究小组         |
| 小行星265167 | 2003 WA143 | 2003年11月23日 | 索科罗     | 林肯近地小行星研究小组         |
| 小行星265168 | 2003 WF143 | 2003年11月23日 | 索科罗     | 林肯近地小行星研究小组         |
| 小行星265169 | 2003 WG147 | 2003年11月23日 | 索科罗     | 林肯近地小行星研究小组         |
| 小行星265170 | 2003 WJ147 | 2003年11月23日 | 基特峰     | 太空监视                       |
| 小行星265171 | 2003 WJ168 | 2003年11月19日 | 帕洛马山   | 近地小行星追踪                 |
| 小行星265172 | 2003 WY189 | 2003年11月24日 | 索科罗     | 林肯近地小行星研究小组         |
| 小行星265173 | 2003 XU    | 2003年12月3日  | 索科罗     | 林肯近地小行星研究小组         |
| 小行星265174 | 2003 XF29  | 2003年12月1日  | 基特峰     | 太空监视                       |
| 小行星265175 | 2003 YR    | 2003年12月17日 | 索科罗     | 林肯近地小行星研究小组         |
| 小行星265176 | 2003 YV8   | 2003年12月19日 | 索科罗     | 林肯近地小行星研究小组         |
| 小行星265177 | 2003 YU13  | 2003年12月17日 | 安德森台地 | 洛厄尔天文台近地小行星搜寻计划 |
| 小行星265178 | 2003 YZ18  | 2003年12月17日 | 帕洛马山   | 近地小行星追踪                 |
| 小行星265179 | 2003 YT33  | 2003年12月17日 | 基特峰     | 太空监视                       |
| 小行星265180 | 2003 YR41  | 2003年12月19日 | 基特峰     | 太空监视                       |
| 小行星265181 | 2003 YF44  | 2003年12月19日 | 基特峰     | 太空监视                       |
| 小行星265182 | 2003 YR44  | 2003年12月19日 | 基特峰     | 太空监视                       |
| 小行星265183 | 2003 YP49  | 2003年12月18日 | 索科罗     | 林肯近地小行星研究小组         |
| 小行星265184 | 2003 YD74  | 2003年12月18日 | 索科罗     | 林肯近地小行星研究小组         |
| 小行星265185 | 2003 YO102 | 2003年12月19日 | 索科罗     | 林肯近地小行星研究小组         |
| 小行星265186 | 2003 YT113 | 2003年12月23日 | 索科罗     | 林肯近地小行星研究小组         |
| 小行星265187 | 2003 YS117 | 2003年12月28日 | 索科罗     | 林肯近地小行星研究小组         |
| 小行星265188 | 2004 AS10  | 2004年1月13日  | 安德森台地 | 洛厄尔天文台近地小行星搜寻计划 |
| 小行星265189 | 2004 BG19  | 2004年1月17日  | 帕洛马山   | 近地小行星追踪                 |
| 小行星265190 | 2004 BD24  | 2004年1月19日  | 安德森台地 | 洛厄尔天文台近地小行星搜寻计划 |
| 小行星265191 | 2004 BU25  | 2004年1月19日  | 基特峰     | 太空监视                       |
| 小行星265192 | 2004 BL29  | 2004年1月18日  | 帕洛马山   | 近地小行星追踪                 |
| 小行星265193 | 2004 BW41  | 2004年1月19日  | 卡特林那   | 卡特林那巡天系统               |
| 小行星265194 | 2004 BW47  | 2004年1月21日  | 索科罗     | 林肯近地小行星研究小组         |
| 小行星265195 | 2004 BS53  | 2004年1月22日  | 索科罗     | 林肯近地小行星研究小组         |
| 小行星265196 | 2004 BW58  | 2004年1月23日  | 索科罗     | 林肯近地小行星研究小组         |
| 小行星265197 | 2004 BF59  | 2004年1月23日  | 索科罗     | 林肯近地小行星研究小组         |
| 小行星265198 | 2004 BJ61  | 2004年1月22日  | 索科罗     | 林肯近地小行星研究小组         |
| 小行星265199 | 2004 BO73  | 2004年1月24日  | 索科罗     | 林肯近地小行星研究小组         |
| 小行星265200 | 2004 BL96  | 2004年1月24日  | 索科罗     | 林肯近地小行星研究小组         |